# Åhus
Åhus là địa phương lớn thứ hai trong khu tự quản Kristianstad, hạt Skåne, Thuỵ Điển với 9.423 cư dân trong năm 2010,nhưng số lượng dân tăng gấp ba lần trong mùa hè do khách du lịch đến các bãi biển và cảnh quan thiên nhiên của khu vực Helgeå và Hanöbukten. Åhus cũng nổi tiếng với việc tổ chức một trong những giải bóng rổ bãi biển lớn nhất trên thế giới với khoảng 20.000 người tham gia.Trong năm 2011, tại làng Rinkaby gần Åhus, Hội nghị Hướng đạo Thế giới còn được gọi là Jamboree.
Là một thị trấn cổ, Åhus đã có được đặc quyền của thành phố vào năm 1149, nhưng mất đặc quyền này vào năm 1617 khi Kristianstad được xây dựng, sau khi đốt Vä bởi vua Thụy Điển Gustav II Adolf trong Chiến tranh Kalmar, 1611-13. Được xây dựng từ thế kỷ 12, một trong những tòa nhà lâu đời nhất của Åhus là Sankta Maria kyrka (nhà thờ của Thánh Mary).
Thị trấn này cũng là trung tâm của các bữa tiệc nổi tiếng của Thụy Điển ("ålagille"), nơi người ta cùng ăn vào trong tháng 8 và tháng 9 để ăn cá chình và uống một lượng đáng kể rượu schnapps, đặc biệt là là Absolut Vodka nổi tiếng thế giới được sản xuất trong làng. Absolut Vodka được sản xuất tại Åhus, và sau đó được xuất khẩu tới mọi nơi trên thế giới.